# Орлі (аеропорт)
Аеропорт Орлі (фр. Aéroport d'Orly, (IATA: ORY, ICAO: LFPO) — один з двох провідних аеропортів Парижа, розташований за 14 км на південь від Парижа на ділянці площею 15,3 км². В 2002 році було зареєстровано 207 000 злетів і посадок. Орлі працює головним чином для внутрішніх пасажирських перевезень Франції.
Аеропорт є хабом для:
- Aigle Azur
- Air France
- French Bee
- HOP!
- Transavia France
- Corsair International
- Air Caraibes
- Chalair Aviation
- easyJet
- Royal Air Maroc
- Vueling

## Історія
- 1923 — Введення в експлуатацію на терені сьогоденного аеропорту двох елінгів для дирижаблів що належали Фрезіне Євген
- 1932 — відкриття аеропорту Villeneuve-Orly Airport в південних передмістях Парижа
- 1940—1945 — Орлі був базою німецьких люфтваффе
- 1946 — Збройні сили США передали Орлі французькій владі, аеропорт відновив роботу
- 1952 — Air France займає Північний термінал з 6 посадочними переходами і 50 паркувальними місцями
- 1954 — КДП Орлі-Північ починає роботу
- 1956 — Початок будівництва Орлі-Південь
- 1961 — Відкриття Орлі-Південь
- 1966 — Відкриття нового центру управління польотами
- 1971 — Відкриття Орлі-Захід
- 1991 — Відкриття спеціальної лінії Orlyval експрес-метро RER, що здійснює сполучення між терміналами і лінією В

Через відкриття нового аеропорту Париж-Шарль-де-Голль і через заборону на подальше розширення Орлі від 1996 року, за останні роки не відбулося майже жодних змін. Аеропорту Орлі заборонено перевозити більше 30 млн пасажирів на рік, а також нічні польоти (з 23:30 до 6 ранку): рейси що прибувають в цей період перенаправляються в Руассі. Такі заходи були прийняті, щоб захистити жителів довколишніх комун від шуму, а також щоб обмежити сполучення з Орлі.

### Походження назви
Аеропорт розташований частково в муніципалітетах Орлі та Вільнев-ле-Руа. Відомий під час Першої світової війни як авіаційний табір Вільнев-Орлі, об'єкт був відкритий у південному передмісті Парижа в 1932 році як допоміжний аеропорт Ле-Бурже.
Найменування Орлі передається латинською мовою як Aureliacus у 851 р., Aureliacum у документах 9-го та 10- го століть. Існує також Orleium в 11 столітті, Orliaco в 1201 р. Воно досить певно походить від галло-римського Aureliacum, тобто «володінь Аврелія». Це топонімічне утворення, засноване на особистому імені Аврелій з суфіксом галльського походження -acum, що позначає місцезнаходження та право власності. В Оверні той самий галло-римський топонім дав Aurillac.
Існує міф що аеропорт було названо на честь гетьмана Пилипа Орлика. 

## Авіалінії та напрямки
| Авіакомпанія          | Пункт призначення |
| --------------------- | --- |
| Aigle Azur            | Алжир, Аннаба, Бамако, Пекін, Бейрут, Беджая, Берлін-Тегель (завершення 17 червня 2019),, Кампінас, Київ-Бориспіль, Конакрі, Константіна, Фару, Мадейра, Лісабон, Мілан-Мальпенса, Москва-Домодєдово, Оран, Порту, Сетіф, Тлемсен |
| Air Algérie           | Алжир, Аннаба, Батна, Беджая, Біскра, Константіна, Оран, Сетіф, Тлемсен |
| Air Caraïbes          | Каєнна, Мартиніка, Гавана, Пуент-а-Пітр, Порт-о-Пренс, Пунта-Кана, Сінт-Мартен, Сантьяго-де-Куба, Санто-Домінго Сезонний: Сан-Сальвадор (Багами) |
| Air Corsica           | Аяччо, Бастія, Фігарі |
| Air Europa            | Мадрид, Пальма-де-Мальорка |
| Air France            | Аяччо, Бастія, Біарриц, Бордо, Брест-Бретань, Кальві, Каєнна, Клермон-Ферран, Фігарі, Мартиніка, Лор'ян (завершення 27 жовтня 2018), Ліон, Марсель, Монпельє, Нант, New York–JFK, Ніцца, По, Перпіньян, Пуент-а-Пітр, Кемпер, Реюньйон, Тулон, Тулуза |
| Air Malta             | Мальта |
| Alitalia              | Мілан-Лінате |
| British Airways       | Лондон-Сіті |
| Corsair International | Антананаріву, Дакар, Дзаудзі, Мартиніка, Гавана, Маврикій, Пуент-а-Пітр, Реюньйон, Варадеро Сезонний: Абіджан, Монреаль-Трюдо |
| Cubana de Aviación    | Гавана, Сантьяго-де-Куба |
| easyJet               | Берлін-Тегель, Фару, Женева, Мілан-Лінате, Неаполь, Ніцца, Піза, Рим-Фіумічіно, Тулуза, Венеція Сезонний: Афіни, Бріндізі, Кальярі, Дубровник, Міконос, Ольбія, Палермо, Родос, Спліт |
| easyJet Switzerland   | Женева |
| Flybe                 | Родез |
| French Bee            | Папеете, Пунта-Кана, Реюньйон, Сан-Франциско |
| HOP!                  | Ажен, Оріяк, Брив, Калві, Кастр, Фігарі, Ла-Рошель, Лурд |
| Iberia                | Мадрид |
| Icelandair            | Рейк'явік |
| La Compagnie          | Ньюарк |
| Level                 | Мартиніка, Монреаль-Трюдо , Ньюарк, Пуент-а-Пітр |
| Norwegian Air Shuttle | Копенгаген, Гельсінкі, Ньюарк, Стокгольм-Арланда Сезонний: Берген |
| Pegasus Airlines      | Стамбул-Сабіха Гекчен |
| Rossiya               | Москва-Внуково |
| Royal Air Maroc       | Агадір, Касабланка, Есауїра, Фес, Марракеш, Варзазат, Уджда, Рабат, Танжер Сезонний: Надор |
| TAP Air Portugal      | Лісабон, Порту |
| Transavia             | Амстердам |
| Transavia France      | Аліканте, Амстердам, Агадір, Афіни, Барселона, Бейрут, Будапешт, Касабланка, Джерба, Дублін, Ес-Сувейра, Фару, Ібіца, Лісабон, Мадрид, Малага, Мальта, Марракеш, Монастір, Неаполь, Уджда, Порту, Прага, Рабат, Севілья, Тель-Авів, Туніс, Валенсія, Венеція, Верона, Відень Сезонний: Боа-Віста, Ханья, Корфу, Дахла, Дубровник, Единбург, Ейлат-Увда, Фес, Мадейра, Іракліон, Міконос, Ольбія, Палермо, Санторіні, Спліт, Танжер, Салоніки, Тирана, Тиват, Задар Чартер: Анталія, Бодрум, Бургас, Комізо, Гран-Канарія, Івало, Подгориця, Родос, Тенеріфе-Південний, Варна, Волос |
| TUI fly Belgium       | Сезонний: Агадір, Касабланка, Марракеш, Уджда, Рабат, Танжер |
| Tunisair              | Джерба, Монастір, Туніс |
| Twin Jet              | Ле-Пюї, Лімож |
| Vueling               | Алжир, Аліканте, Астурія, Барселона, Більбао, Копенгаген, Флоренція, Гран-Канарія (завершення 27 жовтня 2017) , Лансароте, Лісабон, Малага, Мілан-Мальпенса, Палермо, Порту, Рим-Фіумічіно, Оран, Тенерифе-Південний, Валенсія Сезонний: Ібіца, Мінорка, Пальма-де-Мальорка, Тенерифе-Північний |

## Транспортне сполучення

### На території аеропорту
Спеціальна лінія експрес-метро OrlyVAL здійснює безкоштовне сполучення між обома терміналами (Південним і Західним), і далі проходить до RER-станції Антоні лінії В. Також автобуси компанії Aéroports de Paris перевозять пасажирів від терміналів до віддалених парковок.

### З Парижем
Національна дорога Nationale 7 проходить під Південним терміналом, крім того автодорога А6 веде з Парижа до аеропорту.
Для сполучення з Орлі створені спеціальні маршрути автобусів: лінія 183 від станції метро Porte de Choisy і лінія 285 від станції метро Villejuif-Louis Aragon, а також два рейси нічних автобусів Noctambus від Porte d'Italie і Athis Mons-Pyramide de Juvisy. Експрес-автобуси Orlybus проходять по маршруту Орлі — Villejuif-Louis Aragon, однак коштують дорожче, ніж інші транспортні засоби. Також існують туристичні автобуси (Car) Air France, які проходять від терміналу Інвалідів через Монпарнас до аеропорту Руассі. Проїзд від Орлі до Парижа на автобусі коштує від 6 до 9 €.
Дістатися до Орлі за допомогою RER можна двома способами: до зупинки Pont-de-Rungis/Aéroport d'Orly лінії С, звідти відходить автобус до терміналів, або ж до зупинки Antony на лінії В, де можна пересісти на спеціальну лінію OrlyVAL із зупинками в обох терміналах. Крім того планується продовження 14-й лінії метро до аеропорту Орлі.
До Парижа можна дістатися також на трамваї. Зупинка трамвая знаходиться поруч в аеропортом. Час в дорозі на трамваї становить 30 хвилин. Кінцева біля станції метро Вільжюїф — Луї Арагон Вартість проїзду звичайна, як на будь-якому автобусі, трамваї або метро.

## Статистика
Див. джерело запитів Вікіданих та джерела.
| Рік  | Пасажирообіг | Зміна    |
| ---- | ------------ | -------- |
| 1990 | 24 300 000   | n. V.    |
| 1991 | 23 300 000   | - 4,1 %  |
| 1992 | 25 200 000   | + 8,2 %  |
| 1993 | 25 400 000   | + 0,8 %  |
| 1994 | 26 600 000   | + 4,7 %  |
| 1995 | 26 700 000   | + 0,4 %  |
| 1996 | 27 400 000   | + 2,6 %  |
| 1997 | 25 100 000   | - 8,4 %  |
| 1998 | 25 000 000   | - 0,4 %  |
| 1999 | 25 400 000   | + 1,6 %  |
| 2000 | 23 000 000   | - 9,4 %  |
| 2001 | 25 400 000   | + 10,4 % |
| 2002 | 23 172 639   | - 8,8 %  |
| 2003 | 22 457 037   | - 3,1 %  |
| 2004 | 24 053 215   | + 7,1 %  |
| 2005 | 24 860 532   | + 3,4 %  |
| 2006 | 25 622 152   | + 3,1 %  |
| 2007 | 26 440 736   | + 3,2 %  |
| 2008 | 26 209 703   | - 0,9 %  |
| 2009 | 25 107 693   | - 4,2 %  |
| 2010 | 25 203 969   | + 0,4 %  |
| 2011 | 27 139 076   | + 7,7 %  |
| 2012 | 27 232 263   | + 0,3 %  |
| 2013 | 28 274 154   | + 3,8 %  |
| 2014 | 28 862 586   | + 2,1 %  |
| 2015 | 29 664 993   | + 2,8 %  |
| 2016 | 31 237 865   | + 5,3 %  |
| 2017 | 32 042 475   | + 2,6 %  |